# Schweizer Alpine Skimeisterschaften 2002
Die Schweizer Alpinen Skimeisterschaften 2002 sollten ursprünglich vom 18. bis 24. März 2002 auf dem Pizol stattfinden. Aufgrund schlechter Bedingungen konnten dort jedoch nur die Slaloms ausgetragen werden. Der Riesenslalom der Herren wurde am 2. April in Visperterminen nachgeholt, der Super-G und der Riesenslalom der Damen am 10. und 11. April in Arosa. Die Abfahrten, die Kombinationen und der Super-G der Herren wurden ersatzlos gestrichen.

## Herren

### Riesenslalom
| Platz | Name                | Zeit        |
| ----- | ------------------- | ----------- |
| 01    | Didier Cuche        | 2:19,80 min |
| 02    | Didier Défago       | 2:20,22 min |
| 03    | Silvan Zurbriggen   | 2:20,95 min |
| 04    | Steve Locher        | 2:21,52 min |
| 05    | Markus Ganahl (LIE) | 2:22,04 min |
| 06    | Tobias Grünenfelder | 2:22,29 min |
| 07    | Marco Büchel (LIE)  | 2:22,35 min |
| 08    | Achim Vogt (LIE)    | 2:22,50 min |
| 09    | Daniel Albrecht     | 2:22,58 min |
| 10    | Grégoire Farquet    | 2:22,72 min |

Datum: 2. April 2002

Ort: Visperterminen

### Slalom
| Platz | Name                   | Zeit        |
| ----- | ---------------------- | ----------- |
| 01    | Urs Imboden            | 1:21,76 min |
| 02    | Markus Ganahl (LIE)    | 1:21,77 min |
| 03    | Silvan Zurbriggen      | 1:21,87 min |
| 04    | Thomas Geisser         | 1:21,88 min |
| 05    | Roger Zweifel          | 1:22,82 min |
| 06    | Andreas Omminger (AUT) | 1:23,09 min |
| 07    | Marc Gini              | 1:23,55 min |
| 08    | Marc Berthod           | 1:23,97 min |
| 09    | Naoki Yuasa (JPN)      | 1:24,05 min |
| 10    | Shōhei Yokota (JPN)    | 1:24,42 min |

Datum: 22. März 2002

Ort: Pizol

## Damen

### Super-G
| Platz | Name                    | Zeit        |
| ----- | ----------------------- | ----------- |
| 01    | Tamara Müller           | 1:28,15 min |
| 02    | Ingrid Jacquemod (FRA)  | 1:28,20 min |
| 03    | Sylviane Berthod        | 1:28,49 min |
| 04    | Martina Schild          | 1:29,08 min |
| 05    | Linda Alpiger           | 1:29,18 min |
| 06    | Corinne Rey-Bellet      | 1:29,30 min |
| 07    | Fabienne Suter          | 1:29,38 min |
| 08    | Alexandra Coletti (ITA) | 1:29,39 min |
| 09    | Fränzi Aufdenblatten    | 1:29,50 min |
| 10    | Karine Meilleur         | 1:29,72 min |

Datum: 10. April 2002

Ort: Arosa

### Riesenslalom
| Platz | Name                     | Zeit        |
| ----- | ------------------------ | ----------- |
| 01    | Marion Bertrand (FRA)    | 2:49,62 min |
| 02    | Sonja Nef                | 2:49,68 min |
| 03    | Corinne Rey-Bellet       | 2:49,89 min |
| 04    | Erika Dicht              | 2:50,13 min |
| 05    | Marlies Oester           | 2:50,26 min |
| 06    | Fränzi Aufdenblatten     | 2:50,60 min |
| 07    | Kristina Duvillard (FRA) | 2:50,63 min |
| 08    | Katja Jossi              | 2:50,68 min |
| 09    | Sandra Gini              | 2:50,72 min |
| 10    | Julie Duvillard (FRA)    | 2:51,10 min |

Datum: 10. April 2002

Ort: Arosa

### Slalom
| Platz | Name                  | Zeit        |
| ----- | --------------------- | ----------- |
| 01    | Marlies Oester        | 1:44,12 min |
| 02    | Corina Grünenfelder   | 1:44,84 min |
| 03    | Manuela Suitner (AUT) | 1:45,19 min |
| 04    | Sandra Gini           | 1:45,28 min |
| 05    | Katja Jossi           | 1:45,62 min |
| 06    | Erika Dicht           | 1:45,68 min |
| 07    | Sabrina Raich (AUT)   | 1:45,82 min |
| 08    | Fränzi Aufdenblatten  | 1:46,62 min |
| 09    | Rabea Grand           | 1:47,21 min |
| 10    | Pamela Ziegler        | 1:47,42 min |

Datum: 23. März 2002

Ort: Pizol